# Osatica
Osatica je naselje u općini Srebrenica, Republika Srpska, BiH.

## Stanovništvo
Nacionalni sastav stanovništva 1991. godine, bio je sljedeći:
ukupno: 465
- Bošnjaci - 447
- Srbi - 13
- Jugoslaveni - 3
- ostali, neopredijeljeni i nepoznato - 2